# Liste der Nummer-eins-Hits in den Niederlanden (1970)
Diese Liste enthält alle Nummer-eins-Hits in den Niederlanden im Jahr 1970. Es gab in diesem Jahr 16 Nummer-eins-Singles und zehn Nummer-eins-Alben.
| Singles | Alben |
| --- | --- |
| - The Cats – Marian - 5 Wochen (20. Dezember 1969 – 23. Januar 1970) - Shocking Blue – Mighty Joe - 2 Wochen (24. Januar – 6. Februar) - DC Lewis – Mijn gebed - 4 Wochen (7. Februar – 6. März) - Creedence Clearwater Revival – Who’ll Stop the Rain - 2 Wochen (7. März – 20. März) - The Beatles – Let It Be - 1 Woche (21. März – 27. März) - Melanie und Edwin Hawkins Singers – Lay Down (Candles in the Rain) - 2 Wochen (28. März – 10. April) - Simon & Garfunkel – El Condor Pasa (If I Could) - 7 Wochen (11. April – 29. Mai) - Creedence Clearwater Revival – Up Around the Bend - 2 Wochen (30. Mai – 12. Juni) - The Moody Blues – Question - 2 Wochen (13. Juni – 26. Juni) - Shocking Blue – Never Marry a Railroad Man - 2 Wochen (27. Juni – 10. Juli) - Mungo Jerry – In the Summertime - 6 Wochen (11. Juli – 21. August) - Golden Earring – Back Home - 5 Wochen (22. August – 25. September) - The Kinks – Lola - 3 Wochen (26. September – 16. Oktober) - Les Humphries Singers – To My Father’s House - 6 Wochen (17. Oktober – 27. November) - The Cats: Where Have I Been Wrong - 2 Wochen (28. November – 11. Dezember) - Tee Set – She Likes Weeds - 2 Wochen (12. Dezember 1970 – 1. Januar 1971) | - The Rolling Stones – Let It Bleed - 6 Wochen (13. Dezember 1969 – 23. Januar 1970) - Led Zeppelin – Led Zeppelin II - 7 Wochen (24. Januar – 13. März) - José Feliciano – Alive Alive-O - 3 Wochen (14. März – 3. April) - Simon & Garfunkel – Bridge Over Troubled Water - 7 Wochen (4. April – 22. Mai, insgesamt 15 Wochen) - The Beatles – Let It Be - 2 Wochen (23. Mai – 5. Juni) - Simon & Garfunkel – Bridge Over Troubled Water - 8 Wochen (6. Juni – 31. Juli, insgesamt 15 Wochen) - Crosby, Stills, Nash & Young – Déjà Vu - 7 Wochen (1. August – 18. September) - Golden Earring – Golden Earring - 5 Wochen (19. September – 23. Oktober) - Black Sabbath – Paranoid - 4 Wochen (24. Oktober – 20. November) - Neil Young – After the Gold Rush - 5 Wochen (21. November – 25. Dezember, insgesamt 7 Wochen; → 1971) - The Cats – Take Me With You - 1 Woche (26. Dezember 1970 – 1. Januar 1971) |